# Martin Lajos
Martin Lajos (Buda, 1827. augusztus 30. – Kolozsvár, 1897. március 4.) matematikus, feltaláló, a Magyar Tudományos Akadémia levelező tagja.
Magyarországon ő volt az első, aki a repülőgép, illetve a kormányozható léghajó elméletével foglalkozott. Elsőként javasolta a csűrő felületek használatát a repülőgép kormányzásánál. Konstruált egy helikopterszerű, kerékpár-meghajtással működő szerkezetet, amely állítólag két-három méter magasra felemelkedett. A modell ma a kolozsvári történeti múzeumban található. Külföldről több ajánlatot kapott szabadalmának megvásárlására, de Martin nem volt hajlandó találmányát idegen országnak átengedni. Jókai Mór róla mintázta A jövő század regénye főhősét, Tatrangi Dávidot.

## Életpályája
Birtokos családban született, tizenkét gyermek közül hetedikként. Kezdetben Horváth András házitanító oktatta, majd a budai evangélikus általános iskolában tanult. A gimnáziumot szintén Budán végezte, majd 1844-ben a pesti egyetem bölcsészkarán kezdte tanulmányait. 1847-ben mérnöki tanfolyamra ment. Az 1848-as szabadságharcban önkéntes tüzérként szolgált. A világosi fegyverletételkor Borosjenőnél megszökött a cári előőrsök elől. A szabadságharc bukása után egy ideig bujdosott, majd bebörtönözték, utána besorozták az osztrák hadseregbe. Itt 1854-ben elvégezte a hadmérnöki akadémiát; 1855-től a tüzérségi iskolában volt tanár. 1858-ban egy év szabadságra ment a propellerekkel kapcsolatos kísérleteit folytatni.
Miután kilépett a hadsereg kötelékéből, 1860-ban mérnökként kezdett dolgozni. 1861-ben Buda városának főmérnöke lett; ugyanebben az évben a Magyar Tudományos Akadémia levelező taggá választotta. Tanított Selmecbányán majd 1869-től Pozsonyban. A tanítás mellett folytatta a korábban elkezdett ballisztikai kísérleteit és számításait. Ezzel párhuzamosan a hidraulika is foglalkoztatta. Hajócsavar-mintapéldányát sikerrel alkalmazta a Lloyd angol hajótársaság. A gőzturbina alapelvének korai megfogalmazása is az ő érdeme. Foglalkozott a szélerőgépek kutatásával is. 1872-ben kinevezték a kolozsvári egyetem matematika tanszékére, ahol haláláig működött. Az első tanévben a csillagászatot is ő oktatta. Négy alkalommal egy-egy tanéven át ő volt a matematika-természettudományi kar dékánja, majd 1895–96-ban az egyetem rektori tisztségét töltötte be. Rektori beköszönő beszédében a repülőgép jövőjét méltatta: "Új életviszonyok fognak fejlődni; a közlekedés függetlenebb lesz a vasúti rendszer hálózatától… a társadalom új nemzetközi szerződések s egyezmények által fogja magát biztosítani."

## Művei
- A középfuterő befolyása a forgatott test szilárdságára. 1861[1]
- Az erőműtani csavarfelületek. A vízszintes szélkerék elmélete. Budapest, 1875
- A változtatási hánylat alkalmazása a propeller felület egyenleteinek lefejtésére. Budapest, 1877
- A madárrepülés általános elmélete. Kolozsvár, 1891
- A lebegő kerék bemutatója. Erdélyi Múzeum-Egyesület orvosi és természettudományi értesítője, 1893
- A repülőgépről. Magyar Mérnök és Építész Egylet Közl. 1894

## Emlékezete
- Sírja a kolozsvári Házsongárdi temetőben található.

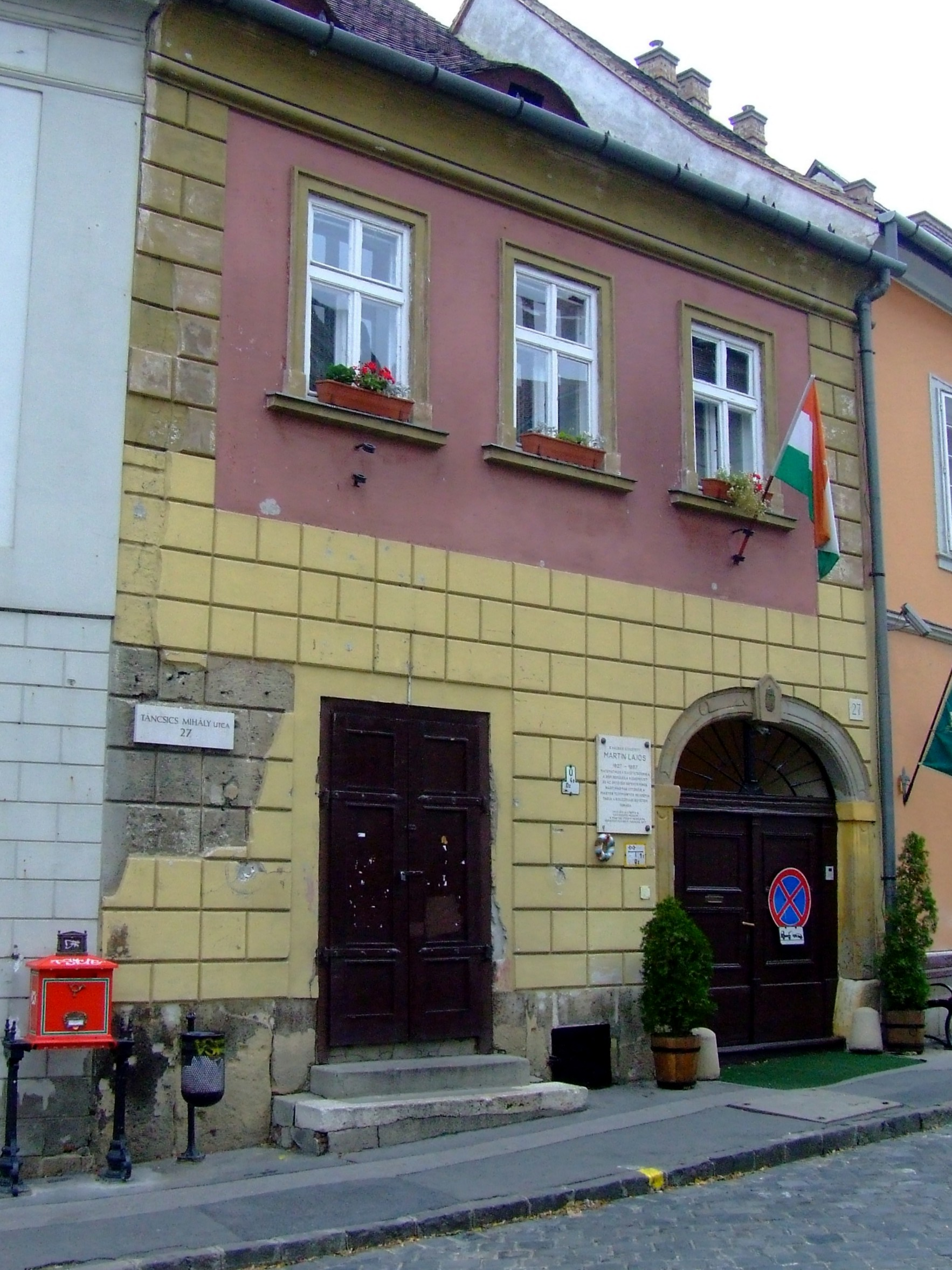
Martin Lajos szülőháza a budai várban, Táncsics utca 27.
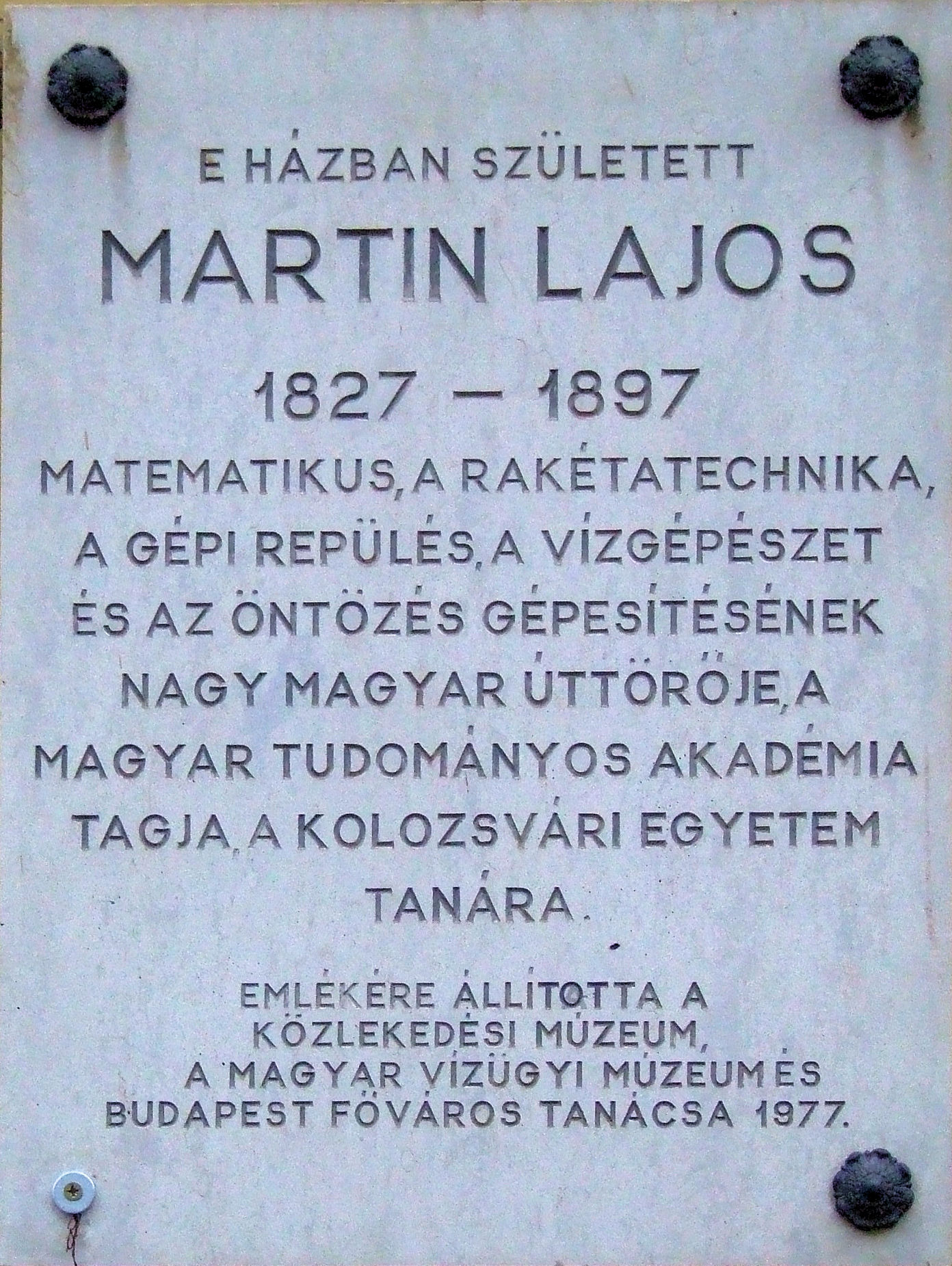
Emléktáblája: Budapest, I. kerület, Táncsics utca 27.
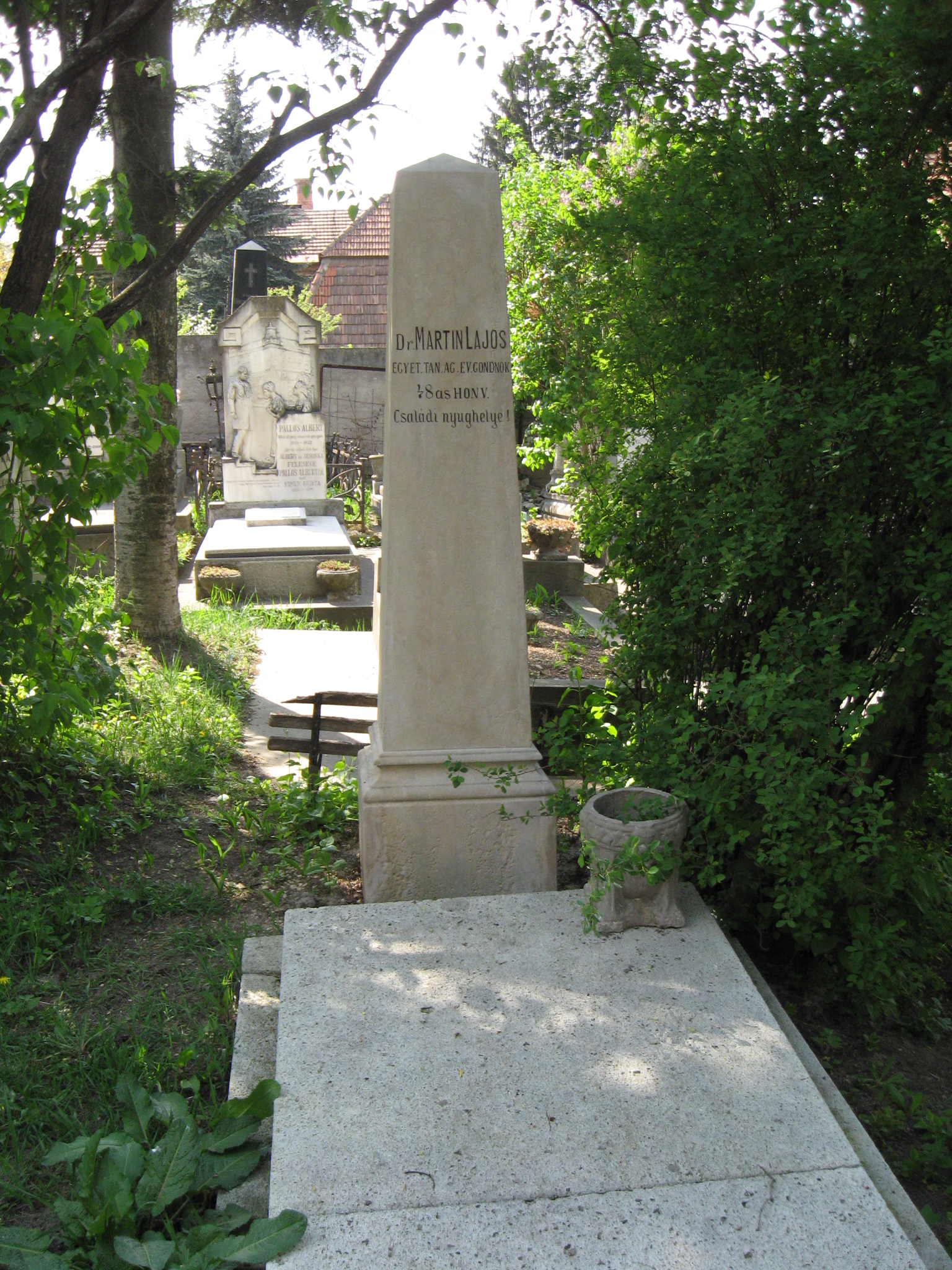
Martin Lajos síremléke a kolozsvári Házsongárdi temetőben